# Родниковий
Роднико́вий (рос. Родниковый) — селище у складі Ленінськ-Кузнецького округу Кемеровської області, Росія.

## Населення
Населення — 215 осіб (2010; 272 у 2002).
Національний склад (станом на 2002 рік):
- росіяни — 94 %